# سی‌ای‌سی کالدول
سی‌ای‌سی کالدول (انگلیسی: Cec Coldwell; ۱۲ ژانویهٔ ۱۹۲۹ – ۹ نوامبر ۲۰۰۸) بازیکن فوتبال اهل بریتانیا بود.
از باشگاه‌هایی که در آن بازی کرده‌است می‌توان به باشگاه فوتبال شفیلد یونایتد اشاره کرد.